# Jean Jacques Hitschler
Jean Jacques Hitschler (ou Johann Jacob Hitschler) est un orfèvre actif à Strasbourg au milieu du XVIIIe siècle.

## Biographie

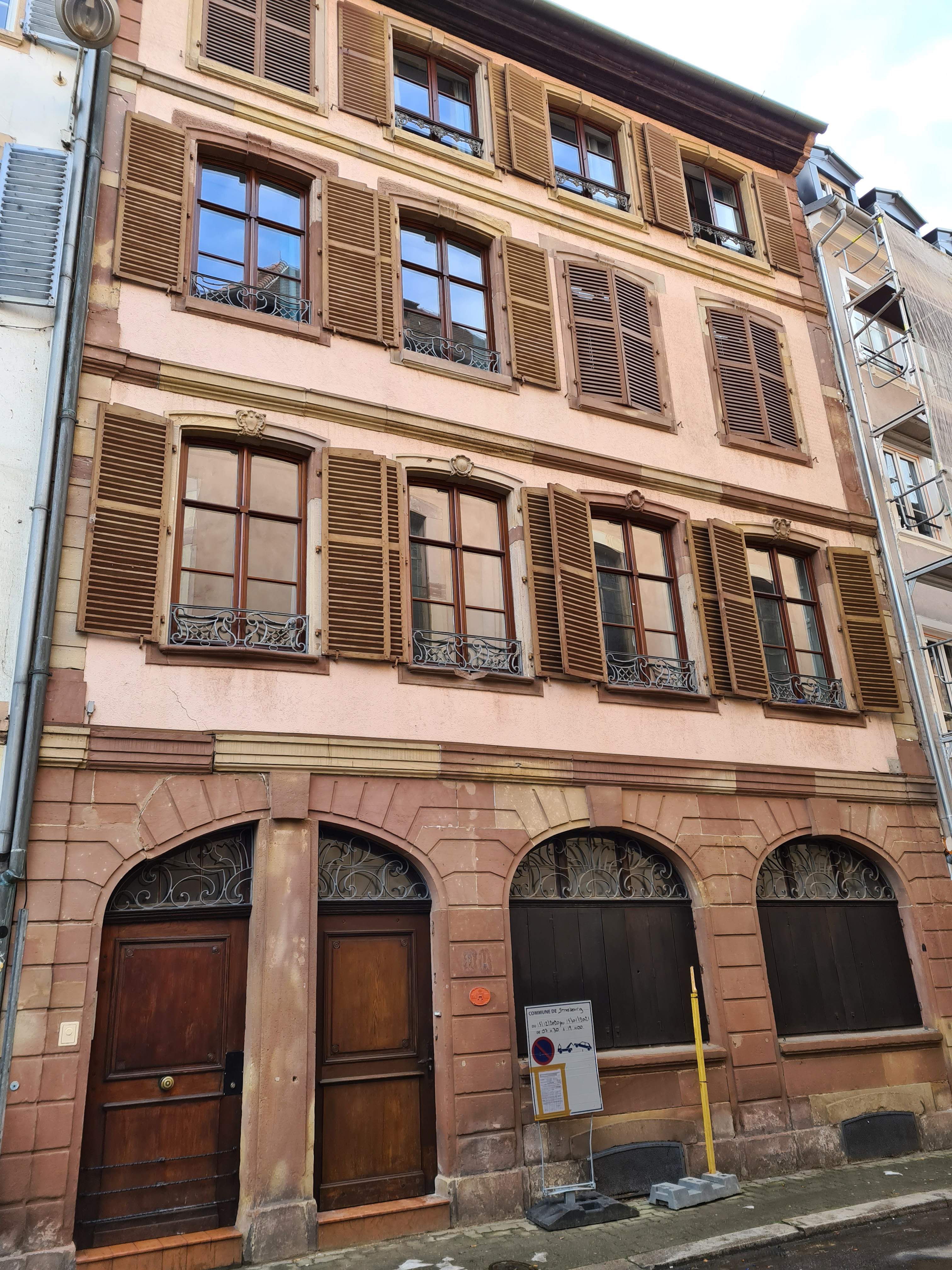
Maison au 6, rue du Dragon à Strasbourg.

Selon le protocole de la corporation de l'Échasse de 1745, il devient apprenti chez Jean Jacques Ehrlen en 1735 et devait le rester jusqu'en 1740, mais termine finalement son apprentissage avec six mois d'avance en octobre 1739, avec l'accord du Corps des orfèvres.
Jean Jacques Hitschler est reçu maître à Strasbourg en 1745.
Après un deuxième mariage et des déboires financiers, il change d'activité et devient courtier.
Il acquiert lui-même plusieurs maisons à Strasbourg, dont le no 4 de la rue de l'Écarlate (1764) et le no 6 de la rue du Dragon (1772).

## Œuvre

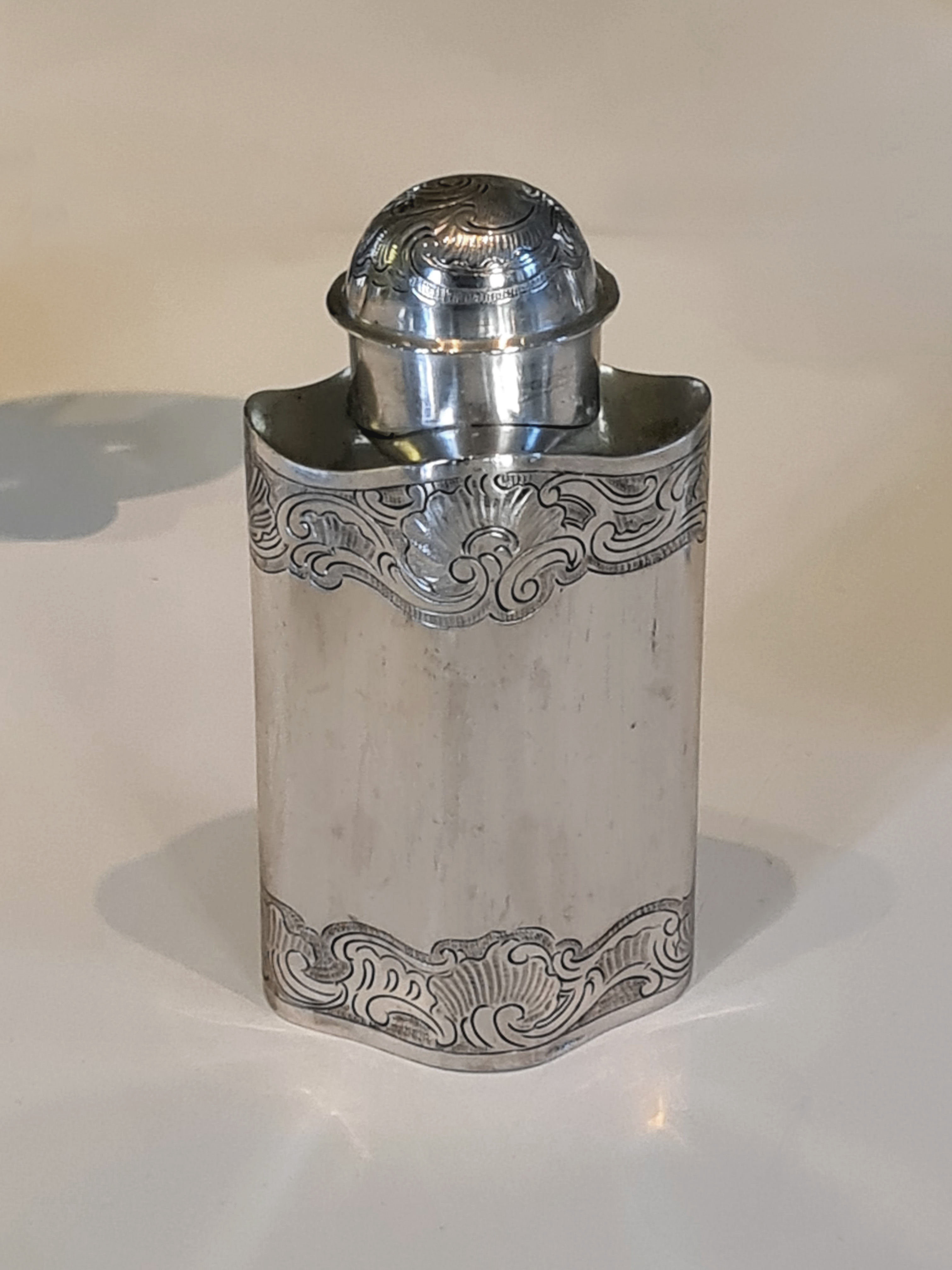
Boîte à thé en argent.

Le musée des Arts décoratifs de Strasbourg possède de lui une boîte à thé en argent, de forme rectangulaire aux côtés arrondis et aux faces convexes, exécutée entre 1749 et 1751. Elle porte le poinçon du maître : 13 à fleur de lis.